# Cyanoramphus erythrotis
El perico de Macquarie (Cyanoramphus erythrotis) una especie extinta de ave psitaciforme de la familia Psittaculidae endémica de la isla Macquarie, una isla en el océano Antártico perteneciente a Australia.

## Taxonomía
En el pasado se consideraba al perico de Macquarie una subespecie del perico maorí cabecirrojo (C. novaezelandiae), cuya apariencia es muy similar, pero posteriormente fue agrupado junto al perico de Reischek de las islas Antipodas a causa de un estudio genético realizado por Wee Ming en 2001 y su equipo que indicaba que muchas de las entonces subespecies de perico maorí cabecirrojo debían ser tratadas como especies separadas. Pero un estudio posterior de Boon et al. indicó que el espécimen cuyas muestras genéticas había usado el equipo de Ming no procedía de la isla Macquarie sino de las islas Antipodas.

## Historia
Cuando se descubrió la isla Macquarie en 1810 los pericos eran abundantes y se extendían por los herbazales de tussok de la costa, alimentándose de invertebrados entre las algas de la playa. A pesar de la introducción de perros y gatos alrededor de 1820, y de ser cazados para ser consumidos como alimento por los cazadores de focas los pericos siguieron siendo comunes hasta 1880.
El tránsito de la abundancia a la extinción duró solo algo más de una década. Las principales causas que llevaron a la extinción de los pericos de Macquarie fueron la introducción en la isla de los rascones weka y los conejos europeos en los años 1870 y su posterior extensión en la década de 1880. Hasta entonces el invierno era una época de escasez para los depredadores terrestres introducidos, al abandonar la isla los pingüinos y los petreles terminada su época de cría, lo que mantenía su población baja. La presencia de conejos todo el año proporcionó un suministro de alimento regular a los gatos y los rascones weka, lo que permitió que su población aumentara e incrementara su presión predatoria contra los pericos. El último avistamiento de pericos vivos se produjo en 1891.